# Anisozyga undilinea
Anisozyga undilinea är en fjärilsart som beskrevs av W. Warren 1897. Anisozyga undilinea ingår i släktet Anisozyga och familjen mätare. Inga underarter finns listade i Catalogue of Life.